# Samoel Cojoc
Samoel Cojoc (Galați, 8 luglio 1989) è un ex calciatore rumeno, di ruolo centrocampista.

## Carriera

### Club
Ha esordito nel 2008 con l'Oțelul Galați.

### Nazionale
Nel 2011 ha esordito con l'Under-21.

## Palmarès

### Club

#### Competizioni nazionali
- Campionato rumeno: 1

Oțelul Galați: 2010-2011
- Supercoppa di Romania: 1

Oțelul Galați: 2011